# Oy-Mittelberg
Oy-Mittelberg é um município da Alemanha, situado no distrito de Oberallgäu, no estado da Baviera. Tem 60,24 km² de área, e sua população em 2019 foi estimada em 4.706 habitantes.